# Las Margaritas (Chiapas)
Las Margaritas é um município do estado do Chiapas, no México. A população do município calculada no censo 2005 era de 98.374 habitantes.